# 马克·伦齐
马克·伦齐（英語：Mark Lenzi，1968年7月4日—2012年4月9日），美国男子跳水运动员。他曾代表美国参加1992年和1996年夏季奥林匹克运动会跳水比赛，获得一枚金牌和一枚铜牌，均来自男子3米跳板项目。